# Выя (приток Тагила)
Вы́я (в верховье Белая Выя) — река в России, на Урале, протекает по Свердловской области. Устье реки находится в 297 км по левому берегу реки Тагил в черте города Нижнего Тагила, вблизи жилого района Лебяжка. Длина реки составляет 34 км. В неё впадают реки Черемшанка, Полуденка (13 км от устья) и Зырянка (27 км от устья) — до впадения Зырянки река носит название Белая Выя. В нижнем течении образует два больших пруда-водохранилища: Выйский и Верхне-Выйский. Площадь водосборного бассейна — 230 км². Вместе с Тагилом река Выя является одной из двух крупнейших рек Нижнего Тагила.

## Топоним
Название реки связывают с манс. вой и коми вый, означающими «масло», «жир». Название «Масляная река» могло быть вызвано появлением реальных масляных пятен на поверхности. Также масляными назывались реки, богатые рыбой и дичью по берегам. Другая версия связывает название с манс. уй (вуй, ой) и хант. вой, войы, означающими «животное», в частности лось или медведь.

## Пруды реки Выи

### Выйский пруд
На реке в 1722—1768 годах действовал Выйский медеплавильный завод, для которого в пределах Нижнего Тагила был устроен Выйский пруд (Нижне-Выйское водохранилище), который тянется на несколько километров с запада на восток широкой полосой, делая на середине зигзаг. Берега пруда на востоке пологие и безлесные, частично застроенные городскими районами: частным сектором районов Кирпичный и Пырловка на северном берегу и жилыми многоэтажками района ВМЗ на южном; оба берега западной части Выйского пруда покрыты густым сосновым лесом, на северном берегу среди леса находится пансионат «Сосновый Бор», а также встречаются немногочисленные хозяйственные постройки городской инфраструктуры. Выйский пруд полностью находится в пределах города Нижнего Тагила. На месте восточного окончания пруда ещё в XVIII веке была построена плотина, которая поддерживает пруд и поныне. Через Выйскую плотину проходит важная городская улица Краснознамённая — северо-западный въезд в город. В Выйский пруд на южном берегу впадает речка Черемшанка.

### Верхне-Выйский пруд

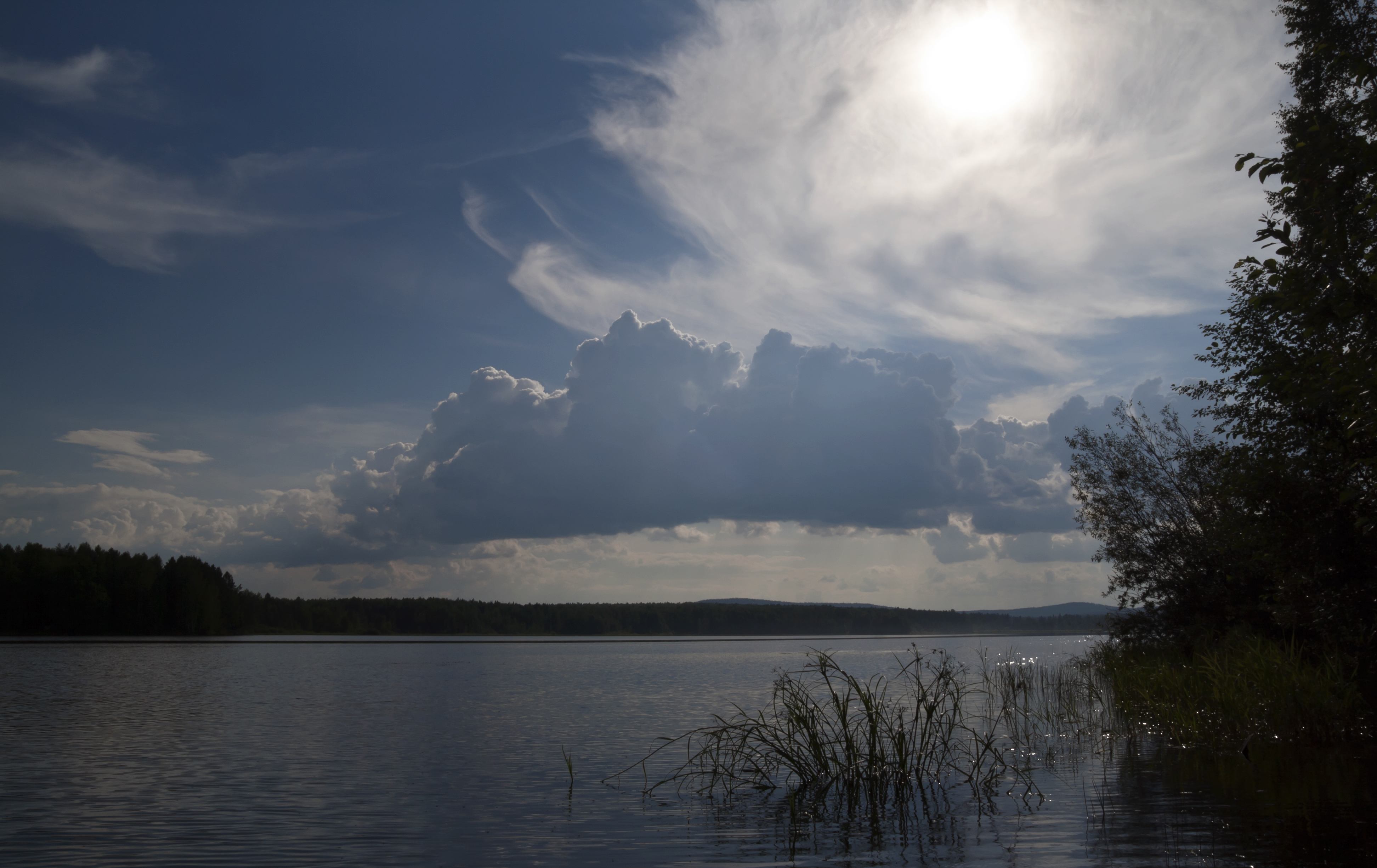
Верхне-Выйский пруд на закате

Выше по течению реки Выи, западнее города Н. Тагила, расположен Верхне-Выйский пруд, восточная оконечность которого также расположена в черте города, омывая берег самого западного района города — посёлка Верхневыйской Плотины. В отличие от сильно вытянутого с запада на восток Выйского пруда, Верхне-Выйский более широкий и полноводный. Его берега окружают покрытые лесом горы. Верхне-Выйский и Выйский пруды друг от друга отделяет Верхневыйская плотина, при которой находится одноимённый посёлок. Рядом с посёлком, поблизости от плотины проходит шоссе регионального значения Екатеринбург — Серов, огибая большую часть Нижнего Тагила по его западной окраине.

## Притоки
- Черемшанка (пр)
- 13 км: Полуденка (пр)
- 27 км: Зырянка (пр)
- Быструха (пр)

## Данные водного реестра
По данным государственного водного реестра России относится к Иртышскому бассейновому округу, водохозяйственный участок реки — Тагил от истока до города Нижний Тагил, без реки Чёрной, речной подбассейн реки — Тобол. Речной бассейн реки — Иртыш.
Код объекта в государственном водном реестре — 14010501412111200005287.